# Estivella (bergstopp)
Estivella är en bergstopp i Spanien.   Den ligger i provinsen Província de Lleida och regionen Katalonien, i den nordöstra delen av landet, 500 km öster om huvudstaden Madrid. Toppen på Estivella är 2 400 meter över havet, eller 1 141 meter över den omgivande terrängen. Bredden vid basen är 17,2 km.
Terrängen runt Estivella är bergig söderut, men kuperad norrut. Runt Estivella är det glesbefolkat, med 14 invånare per kvadratkilometer. Närmaste större samhälle är La Seu d'Urgell, 19,6 km norr om Estivella. Området runt Estivella består i huvudsak av gräsmarker.
Kustklimat råder i trakten. Årsmedeltemperaturen är 9 °C. Den varmaste månaden är juli, då medeltemperaturen är 18 °C, och den kallaste är december, med 0 °C. Genomsnittlig årsnederbörd är 1 002 millimeter. Den regnigaste månaden är november, med i genomsnitt 121 mm nederbörd, och den torraste är december, med 60 mm nederbörd.